# Японская пишущая машинка

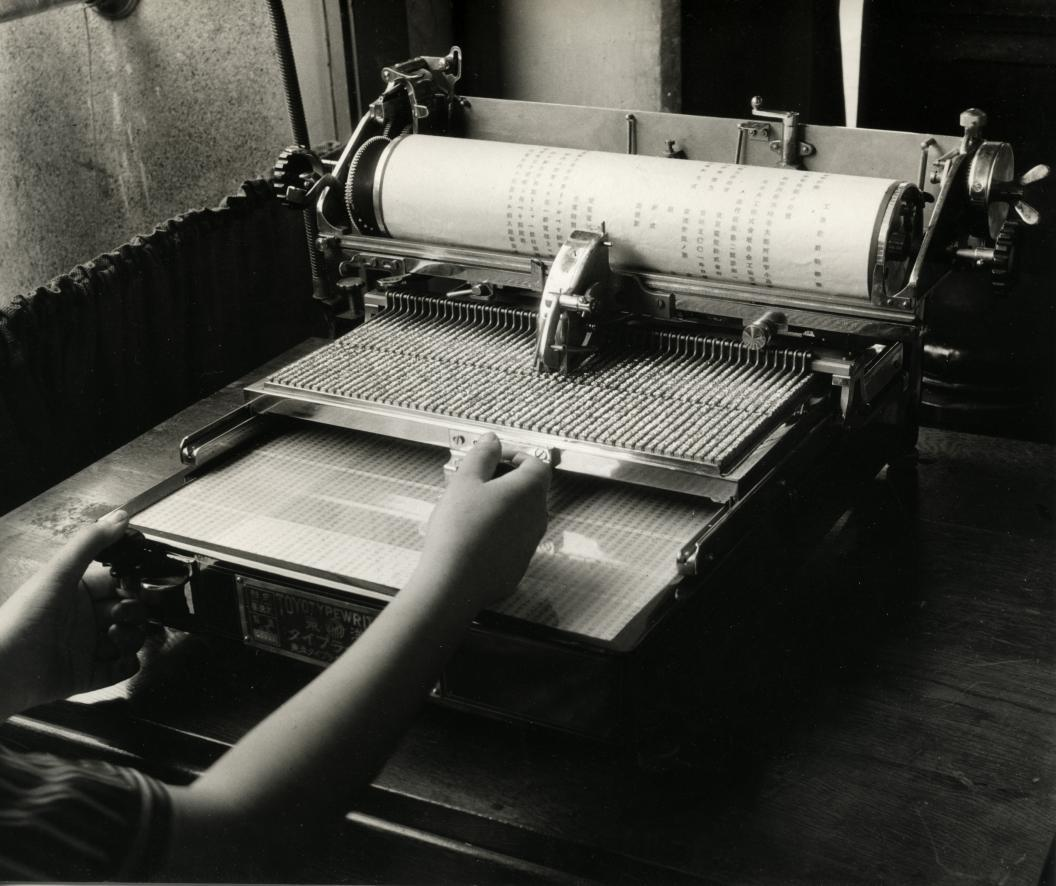

Японская пишущая машинка (яп. 和文タイプライター Вабун тайпурайта:) — пишущая машинка, запатентованная Кётой Сугимото в 1929 году. Представляет собой устройство, состоящее из банка иероглифов (2400 оттисков), находящихся на чернильной подушке. Иероглифы расположены в порядке возрастания количества черт. Над оттисками иероглифов закреплена механическая система, состоящая из рукоятки, свободно перемещающейся в горизонтальной плоскости, «лапки» для захвата выбранных иероглифов и бобины с листом бумаги. Весь механизм вместе с бобиной вслед за рукояткой перемещается по направляющим влево и вправо, вперёд и назад посредством усилия оператора, который помещает систему над нужным иероглифом и нажатием на ручку приводит в действие механическую «лапку», которая хватает брусочек с иероглифом и на ходу, разворачивая, отпечатывает его на листе бумаги. При этом бобина с листом немного поворачивается, предоставляя место для следующего символа. Направление письма сверху вниз.

## Галерея

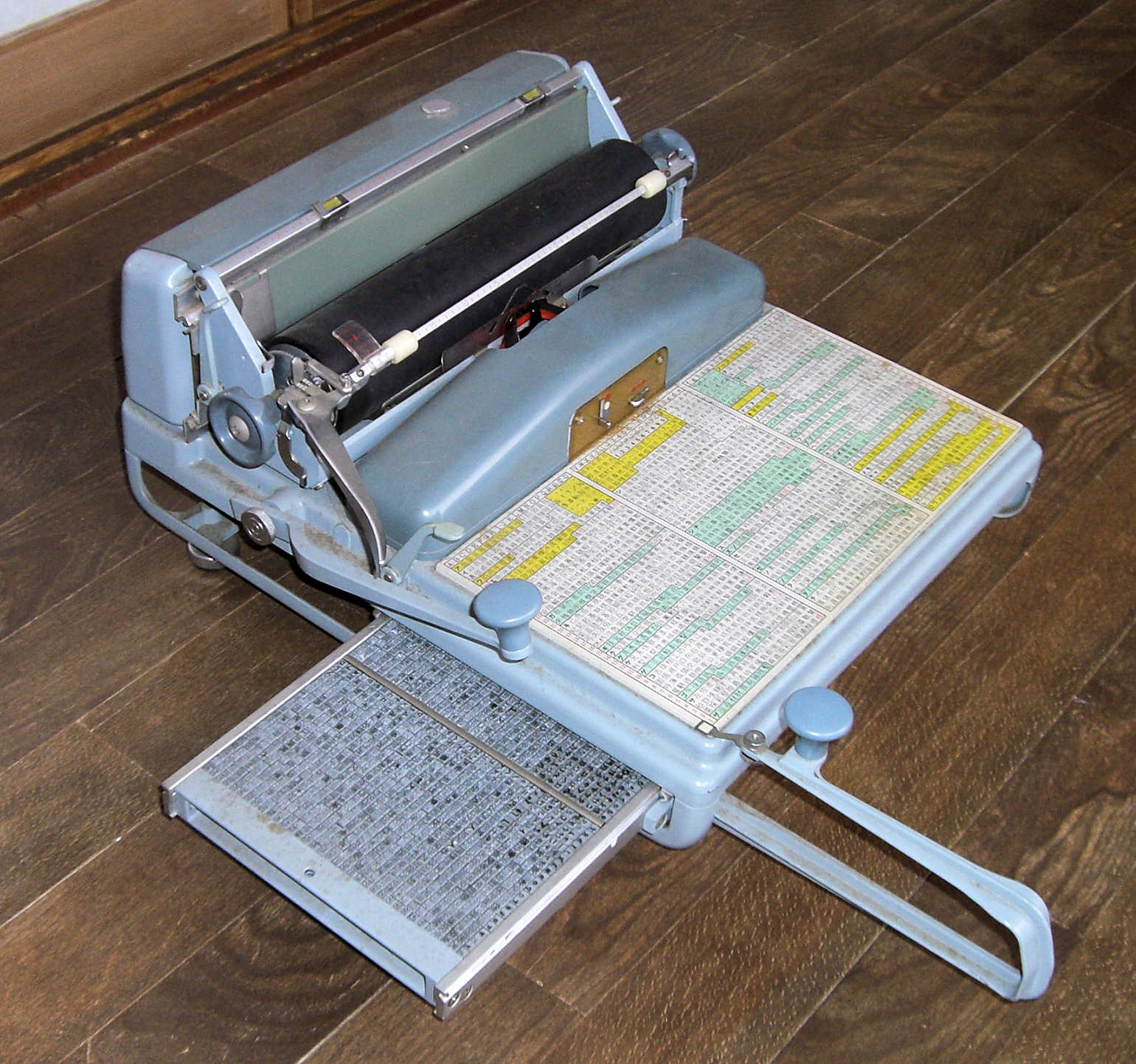
Nippon Typewriter SH-280
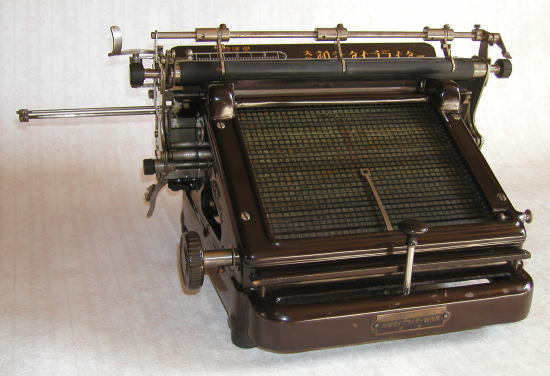
Otani
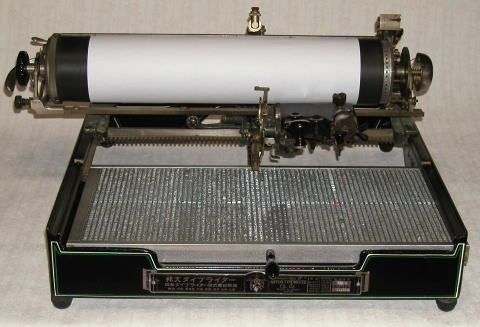
Nippon
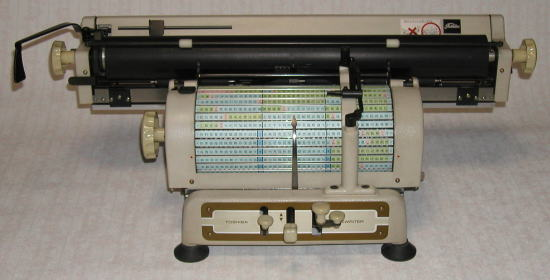
Toshiba
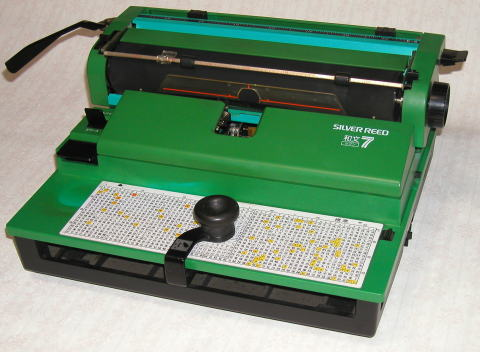
Silver Reed